# Johan Rosenlindt
Johan Rosenlindt, död 1657 i Polen, var en svensk ämbetsman, diplomat, översättare och tolk. Rosenlindts område var det ryska språket och Sveriges förhållande till Ryssland. Han adlades 1650 under namnet Rosenlindt, tidigare hette han Roslin. Hans exakta födelsedatum är okänt, men mycket talar för att han föddes 1617. Rosenlindt var son till Bengt Mattsson Roslin och Margareta Hansdotter Kellarhals. Rosenlindt gifte sig 1648 med Maria Eleonora Wulfschmidt, dotter till hovapotekaren Filip Magnus Schmidt.
Rosenlindt skrevs in vid Uppsala universitet i maj 1638 och i september 1638 vid universitetet i Dorpat. I augusti 1640 omtalas han som "translator" av Dorpats universitets högsta organ. År 1643 blev han tjänsteman vid det kungliga kansliet i Stockholm. År 1646 förordnades han till registrator och 1649 till rysk translator. Rosenlindt användes för flera diplomatiska uppdrag, mest till Ryssland. År 1657 blev han mördad av kosacker i Polen.